# Oceania (album)
Oceania je osmé studiové album americké skupiny The Smashing Pumpkins, vydané v červnu 2012 pod známkou EMI Records. Album produkovali Billy Corgan a Bjorn Thorsrud.

## Seznam skladeb
Autorem všech skladeb je Billy Corgan.
| Pořadí | Název                  | Délka |
| ------ | ---------------------- | ----- |
| 1.     | Quasar                 | 4:55  |
| 2.     | Panopticon             | 3:52  |
| 3.     | The Celestials         | 3:57  |
| 4.     | Violet Rays            | 4:19  |
| 5.     | My Love Is Winter      | 3:32  |
| 6.     | One Diamond, One Heart | 3:50  |
| 7.     | Pinwheels              | 5:43  |
| 8.     | Oceania                | 9:05  |
| 9.     | Pale Horse             | 4:37  |
| 10.    | The Chimera            | 4:16  |
| 11.    | Glissandra             | 4:06  |
| 12.    | Inkless                | 3:08  |
| 13.    | Wildflower             | 4:42  |

## Obsazení
- Billy Corgan – zpěv, kytara, klávesy
- Jeff Schroeder – kytara
- Nicole Fiorentino – baskytara, doprovodný zpěv
- Mike Byrne – bicí, doprovodný zpěv